# Unionville (Michigan)
Unionville – wieś w Stanach Zjednoczonych, w stanie Michigan, w hrabstwie Tuscola.